# Puncetto
Il puncetto è un pizzo ad ago tipico dell'alta Valsesia la cui arte è stata inventata dalle donne valsesiane di un tempo. Il nome viene dal diminutivo della voce dialettale "punc" che vuol dire "punto" da cui "piccolo punto".

## Caratteristiche e utilizzo
Il puncetto si realizza utilizzando solo ago e filo, unendo tra di loro migliaia di piccoli nodi senza mai girare il lavoro. Esso è caratterizzato dalla geometricità dei suoi schemi e dalla bellezza delle sue simmetrie. Per secoli, tale pizzo è stato applicato - con una tecnica tramandata di generazione in generazione solo verbalmente, perlopiù all'interno delle mura domestiche - per ornare vari tessuti quali tovagliette, centrini, fazzoletti, lenzuola, tende, biancheria e, soprattutto, in passato ha arricchito paramenti sacri e tradizionali costumi Walser, tipici valsesiani.

## Le origini
Ancora oggi sono in corso degli studi per comprendere meglio le origini precise del puncetto la cui diffusione, comunque, è storicamente concentrata nell'alta Valsesia.
Vi è da dire che sicuramente le origini di questo pizzo sono remote, basti pensare che il più antico documento rinvenuto che testimonia l'esistenza del puncetto valsesiano risale al tardo XVII secolo; in particolare, si fa riferimento a un atto notarile, datato 1685, che certificava l'ornatura di un grande fazzoletto bianco avvenuta, appunto, tramite la tecnica del “ponchietto”.

## La diffusione
L'arte del puncetto è diffusa nell'alta Valsesia e, in particolare, nella Valle Vogna, Val Mastallone e nelle zone di Alagna, Riva Valdobbia, Fobello, Varallo, Carcoforo e Cervatto.
Nonostante i primi tentativi, nell'ottocento, di commercializzare tali pizzi, in realtà l'arte per realizzare tale pizzo non è mai stata esportata al di fuori del suddetto territorio e, pertanto, è sempre rimasta sconosciuta perfino alle valli confinanti, ad eccezione di Campello Monti, piccolo borgo della Valle Strona fondato da Walser di Rimella. Sul finire del XIX secolo, il puncetto assume una certa notorietà internazionale grazie alla Regina Margherita di Savoia (che lo imporrà a corte anche grazie alla Marchesa D'adda) e alla presenza di viaggiatori inglesi pionieri dell'alpinismo.
Viste le suddette circostanze, per evitare che con il passare del tempo l'arte del puncetto andasse a scomparire alcuni amministratori locali hanno promosso l'istituzioni di apposite "Scuole di Puncetto Valsesiano" al cui interno possono insegnare solo alcune maestre iscritte presso un apposito albo.
Parallelamente è stato registrato il marchio del "Puncetto Valsesiano" e creato il Certificato di Garanzia per quei lavori eseguiti secondo la tradizione.